# Niklas Dorsch
Niklas Dorsch (Lichtenfels, 15 januari 1998) is een Duits voetballer die doorgaans als defensieve middenvelder speelt. In juli 2021 verruilde hij KAA Gent voor FC Augsburg. Sinds seizoen 2024-2025 is hij opnieuw aan de slag bij FC Heidenheim in de Bundesliga.

## Clubcarrière
Dorsch is afkomstig uit de jeugdacademie van Bayern München. In maart 2016 maakte hij zijn opwachting in het tweede elftal. Op 28 april 2018 debuteerde hij in de Bundesliga met een basisplaats tegen Eintracht Frankfurt. Hij maakte het eerste doelpunt van de partij. In mei 2018 tekende Dorsch een driejarig contract bij FC Heidenheim. In juli 2020 tekende hij een contract voor vier seizoenen bij KAA Gent.In juli 2021 tekende hij een contract voor vijf seizoenen bij het Duitse FC Augsburg. Sinds seizoen 2024-2025 is hij opnieuw aan de slag bij FC Heidenheim in de Bundesliga.

## Clubstatistieken
| Seizoen | Club             | Land               | Competitie          | Competitie | Competitie | Beker | Beker | Internationaal | Internationaal | Totaal | Totaal |
| Seizoen | Club             | Land               | Competitie          | Wed.       | Dlp.       | Wed.  | Dlp.  | Wed.           | Dlp.           | Wed.   | Dlp.   |
| ------- | ---------------- | ------------------ | ------------------- | ---------- | ---------- | ----- | ----- | -------------- | -------------- | ------ | ------ |
| 2015/16 | Bayern Müchen II | Vlag van Duitsland | Regionalliga Bayern | 6          | 0          | 0     | 0     | —              | —              | 6      | 0      |
| 2016/17 | Bayern Müchen II | Vlag van Duitsland | Regionalliga Bayern | 24         | 3          | 0     | 0     | —              | —              | 24     | 3      |
| 2017/18 | Bayern Müchen II | Vlag van Duitsland | Regionalliga Bayern | 31         | 4          | 0     | 0     | —              | —              | 31     | 4      |
| 2017/18 | Bayern München   | Vlag van Duitsland | Bundesliga          | 1          | 1          | 0     | 0     | 0              | 0              | 1      | 1      |
| 2018/19 | 1. FC Heidenheim | Vlag van Duitsland | 2. Bundesliga       | 30         | 2          | 3     | 0     | —              | —              | 33     | 2      |
| 2019/20 | 1. FC Heidenheim | Vlag van Duitsland | 2. Bundesliga       | 34         | 1          | 2     | 0     | —              | —              | 36     | 1      |
| 2020/21 | KAA Gent         | Vlag van België    | Jupiler Pro League  | 33         | 3          | 2     | 0     | 8              | 1              | 43     | 4      |
| 2021/22 | FC Augsburg      | Vlag van Duitsland | Bundesliga          | 0          | 0          | 0     | 0     | —              | —              | 0      | 0      |
| Totaal  | Totaal           | Totaal             | Totaal              | 159        | 14         | 7     | 0     | 8              | 1              | 174    | 15     |

## Interlandcarrière
Dorsch speelde voor meerdere Duitse nationale jeugdelftallen. Hij speelde vijftien interlands voor Duitsland –17.